# Marcel Panen
Marcel Joseph Panen (Gentbrugge, 27 augustus 1910 - Gent, 11 juni 1934) was een Belgisch gewichtheffer.

## Levensloop
Panen nam deel aan de Olympische Zomerspelen van 1928 te Amsterdam. Hij werd er vijftiende in de gewichtsklasse van de zwaargewichten (>82,5kg).
Hij heeft zijn laatste rustplaats op de begraafplaats van Gentbrugge.